# Eichberg (Rohrbach an der Lafnitz)
Eichberg è una frazione di 1 178 abitanti del comune austriaco di Rohrbach an der Lafnitz, nel distretto di Hartberg-Fürstenfeld (Stiria). Già comune autonomo, il 1º gennaio 2015 è stato aggregato a Rohrbach an der Lafnitz assieme alla località di Rohrbach-Schlag, già frazione del comune di Schlag bei Thalberg.